# Cantó d'Àrreu
El cantó d'Àrreu és un cantó francès del departament dels Alts Pirineus, enquadrat al districte de Banhèras de Bigòrra. Té 19 municipis i el cap cantonal és la sotsprefectura d'Àrreu.

## Municipis
- Ancida
- Ardengòst
- Àrreu
- Aspin
- Aulon
- Barrancoèu
- Badús
- Beireda e Jumet
- Cadiac
- Camors
- Hreishet
- Guaus
- Gredian
- Gushen
- Ilhet
- Gèdeu
- Lançon
- Palhac
- Sarrancolin

## Història
| Data d'elecció                           | Identitat      | Partit | Qualitat |
| ---------------------------------------- | -------------- | ------ | -------- |
| 1985-1992                                | Joseph Campo   | PS     |          |
| 1992-                                    | Robert Marquié | PS     |          |
| les dades anteriors no són pas conegudes |                |        |          |
|                                          |                |        |          |

## Demografia
| 1962  | 1968  | 1975  | 1982  | 1990  | 1999  | 2006  |
| ----- | ----- | ----- | ----- | ----- | ----- | ----- |
| 3.836 | 3.740 | 3.394 | 3.215 | 3.259 | 3.340 | 3.439 |